# Юсуповка (Краснопольский район)
Юсуповка (укр. Юсупівка) — село,
Великобобрикский сельский совет,
Краснопольский район,
Сумская область,
Украина.
Код КОАТУУ — 5922380805. Население по переписи 2001 года составляло 98 человек .

## Географическое положение
Село Юсуповка находится на правом берегу реки Бобрик,
выше по течению на расстоянии в 1 км расположено село Гребениковка (Тростянецкий район),
ниже по течению на расстоянии в 0,5 км расположено село Великий Бобрик.